# Сегура, Бернардо
Бернардо Сегура Ривера (исп. Bernardo Segura Rivera; род. 11 февраля 1970, Сан-Матео-Атенко, Мехико) — мексиканский легкоатлет, специалист по спортивной ходьбе. Выступал за сборную Мексики по лёгкой атлетике в 1990-х и 2000-х годах, обладатель бронзовой медали летних Олимпийских игр в Атланте, чемпион Игр доброй воли и Панамериканских игр, действующий рекордсмен мира в ходьбе на 20 000 метров.

## Биография
Бернардо Сегура родился 11 февраля 1970 года в городе Сан-Матео-Атенко, штат Мехико.
Первого серьёзного успеха на международном уровне добился в сезоне 1991 года, когда вошёл в состав мексиканской сборной и выступил на Кубке мира по спортивной ходьбе в Сан-Хосе — занял 52-е место в личном зачёте 20 км и вместе с соотечественниками стал бронзовым призёром мужского командного зачёта (Кубка Лугано).
В 1992 году в ходьбе на 20 км одержал победу на Панамериканском кубке в Гватемале.
Будучи студентом, в 1993 году представлял Мексику на Всемирной Универсиаде в Буффало, где завоевал бронзовую награду в дисциплине 20 км. Стартовал также на чемпионате мира в Штутгарте, но здесь во время прохождения дистанции был дисквалифицирован за нарушение техники ходьбы.
В мае 1994 года на соревнованиях в норвежской Фане установил ныне действующий мировой рекорд в ходьбе на 20 000 метров — 1:17:25.6. Позднее в той же дисциплине победил на Играх доброй воли в Санкт-Петербурге. Помимо этого, отметился победой в дисциплине 20 км на Панамериканском кубке в Атланте.
В 1995 году на Кубке мира в Пекине стал третьим в личном и командном зачётах 20 км, завоевал Кубок Лугано. На чемпионате мира в Гётеборге сошёл с дистанции.
Благодаря череде успешных выступлений удостоился права защищать честь страны на летних Олимпийских играх в Атланте — в программе ходьбы на 20 км показал время 1:20:23 и получил бронзовую олимпийскую награду.
На Кубке мира 1997 года в Подебрадах сошёл, при этом мексиканцы стали третьими в командном зачёте 20 км и вторыми в зачёте Кубка Лугано.
В 1998 году в ходьбе на 20 км выиграл серебряную медаль на Играх Центральной Америки и Карибского бассейна в Маракайбо.
В 1999 году превзошёл всех соперников на Кубке мира в Мезидон-Канон и на Панамериканских играх в Виннипеге.
В 2000 году отметился победой на Панамериканском кубке в Поса-Рике. Принимал участие в Олимпийских играх в Сиднее, которые окончились для него достаточно драматично. Сегура в напряжённой борьбе с поляком Робертом Корженёвским с результатом 1:18:59 первым пересёк финишную черту в дисциплине 20 км и начал праздновать победу, в частности по телефону принял поздравления от президента Мексики Эрнесто Седильо. Лишь спустя несколько минут после финиша выяснилось, что в ходе прохождения дистанции спортсмен трижды нарушил правило, требующее, чтобы в каждый момент времени хотя бы одна нога касалась земли — и в связи с этим его результат должен быть аннулирован. Сегура безуспешно пытался опротестовать дисквалификацию, заявляя, что не видел предупреждения на финише. Он подавал апелляцию в Спортивный арбитражный суд, но тот оставил решение в силе.
В 2003 году с личным рекордом 1:19:06 выиграл Панамериканский кубок в Тихуане, стал серебряным призёром на Панамериканских играх в Санто-Доминго.
На Олимпийских играх 2004 года в Афинах вновь стартовал в ходьбе на 20 км, на сей раз сошёл с дистанции.
В 2005 году среди прочего стал чемпионом Мексики в ходьбе на 20 км, тогда как на чемпионате мира в Хельсинки был дисквалифицирован.
В 2010 году участвовал в домашнем Кубке мира по спортивной ходьбе в Чиуауа, получил дисквалификацию на дистанции 20 км, но стал бронзовым призёром командного зачёта.